# Антоній (Фіалко)
Анто́ній (справжнє ім'я Фіалко Василь Іванович) (нар. 2 жовтня 1946, с. Дулицьке) — архієрей Української Православної Церкви Московського патріархату, митрополит Макарівський, вікарій Київської митрополії УПЦ МП. Є одним із найстарших єпископів УПЦ МП в Україні. Випускник російських духовних закладів, професійний будівельник. За даними OSINT-розслідування групи Molfar є громадянином Росії.

## Біографія

### Юність
Василь Іванович Фіалко народився 2 жовтня 1946 року в селі Дулицьке Сквирського району Київської області.
Закінчив Київський будівельний технікум, пізніше — Воронезький інженерно-будівельний інститут. Працював на новобудовах Києва виконробом, інженером.

### Початок служіння
Закінчив Московську духовну семінарію та Московську духовну академію. Захистив дисертацію на кафедрі пастирського богослов'я на тему: «Святитель Димитрій Ростовський і його пастирське служіння» і одержав учений ступінь кандидата богословських наук.
У 1975-1978 роках — клірик Курської єпархії РПЦ.
10 квітня 1979 року був пострижений у чернецтво з ім'ям Антоній (на честь преподобного Антонія Печерського).
З 1978 по 1989 рік перебував у клірі Вінницької єпархії Українського Екзархату РПЦ.
У 1982 році возведений у сан ігумена, у 1983 — у сан архімандрита.
Протягом 1989-1991 років — настоятель Покровського кафедрального собору Хмельницького, благочинний округу і секретар Хмельницького єпархіального управління Українського Езкархату РПЦ.
У 1991 році архімандрит Антоній стає настоятелем Вознесенського храму міста Золочева і призначається благочинним Харківської єпархії.
Того ж року переходить в УАПЦ.
23 червня 1991 року патріархом Мстиславом рукоположений в єпископа Хмельницького і Кам'янець-Подільського.
25 червня 1992 покидає УАПЦ із покаянням повертається в УПЦ МП.

### Архієрейське служіння
27 липня 1992 року учасники Харківського собору зробили його єпископом Переяслав-Хмельницьким і призначений вікарієм Київської єпархії УПЦ МП.
22 червня 1993 року владику Антонія призначено єпископом Хмельницьким і Шепетівським УПЦ МП.
У 2000 році возведений у сан архієпископа.
31 березня 2007 року возведений у сан митрополита.
У зв'язку із розподілом Хмельницької єпархії на дві самостійні — Хмельницьку та Шепетівську — рішенням синоду УПЦ (МП) від 31 травня 2007 року (Журнал № 59) отримав титул «Хмельницький і Старокостянтинівський».
У квітні 2023 року Антоній заявив, що хотів би перейти до ПЦУ, це сталося після того, як у Покровському соборі в Хмельницькому місцевий працівник побив українського військового, а після обурення громадян храм перейшов із УПЦ (МП) до ПЦУ. Після цього синод УПЦ (МП) звільнив митрополита Антонія від керування Хмельницькою єпархією та почислив його на спокій.
23 травня 2023 року рішенням синоду УПЦ (МП) Антонія призначено митрополитом Макарівським, вікарієм Київської митрополії УПЦ (МП).

## Праці
- «Святитель Димитрій Ростовський і його пастирське служіння» — кандидатська дисертація

### Інтерв'ю
- Архиепископ Хмельницький і Шепетівський АНТОНІЙ. «Отношения Церкви и власти в Подольском крае можно назвать симфоническими» (рос.)
- Архієпископ Хмельницький і Шепетівський Антоній: «Пам'ятай, господарю…» (2005) [Архівовано 6 жовтня 2008 у Wayback Machine.]
- Архієпископ Хмельницький і Шепетівський Антоній. Вплив предмета «Християнська етика» на становлення дитини в умовах сучасності (2007) [Архівовано 6 жовтня 2008 у Wayback Machine.]

### Сайти
- https://web.archive.org/web/20080829163512/http://orthodox.org.ua/uk/episkopat/2006/11/20/784.html Біографія на офіційному сайті УПЦ МП
- https://web.archive.org/web/20110907031749/http://vladykaantoniy.org/ Високопреосвященніший Антоній Митрополит Хмельницький і Старокостянтинівський
- https://web.archive.org/web/20120820121427/http://fialco.org/web/ Офіційний сайт Хмельницької Єпархії УПЦ МП